# Virgin EMI Records
Virgin EMI Records est un label discographique appartenant à Universal Music Group.

## Histoire
Il est fondé en mars 2013 par la fusion de Mercury Records (R-U) et de Virgin Records. Il exploite deux filières distinctes d'enregistrement et de commercialisation, Virgin et EMI Records. Les artistes de Virgin EMI comprennent Arcade Fire, The Vamps, Jake Bugg, Chase and Status, Elton John, Iggy Azalea, Rihanna, Emeli Sande, Paul McCartney, U2, Armin van Buuren, Bon Jovi, Cage the Elephant, Willie Nelson, Massive Attack, Alice in Chains, Kanye West, The Strypes, Queen, et Mike Oldfield, entre autres,.
Le 16 juin 2020, Universal rebaptise Virgin EMI Records en EMI Records et nomme Rebecca Allen (ancienne présidente du label Decca d'UMG) présidente du label, et continuera à exploiter Virgin Records en tant qu'empreinte d'EMI Records. 